# Опсада Москве (1382)
Опсада Москве 1382. се збила две године након тешког пораза татарске Златне Хорде у бици на Куликовом пољу. Татарску војску предводио је кан Токтамиш, који је ујединио Белу хорду анексијом Плаве хорде у Златну Хорду.
Након тог уједињења пошао је на Москву да обнови превласт над Московском кнежевином, која је била потчињена Татарима све до победе Димитрија Донског 1380. године. После заузимања мањих градова 23. августа је стигла пред Москву. Напад на град је одбијен, а Руси су први пут у историји употребили ватрено оружје. 
У табору Татара су били присутни и синови нижњеновгородског кнеза Димитрија Константиновича, који је послао синове Семјона и Василија због страха од татарске најезде. У помоћ Москви су стигле и литванске трупе. Три дана касније Московчане су убедили Семјон и Василиј да им Татари неће наудити ако се предају, тако да су Татарима отворили градске капије. Татари су ушли у град и почели са пљачком и убијањем, а 24.000 Московљана је било побијено. 
Након Москве Татари су заузели Переслављ-Залески, Владимир, Јурјев, Звенигород и Можајск и још неке подмосковске градове. Татарска окупација Московљана се тиме продужила. Дмитриј Донски је као велики кнез Владимира опет плаћао данак Татарима.